# James Munkres
James Raymond Munkres, né le 18 août 1930 à Omaha (Nebraska, États-Unis), est un professeur émérite américain de mathématiques du MIT et l'auteur de plusieurs textes dans le domaine de la topologie, comme Topology, Analysis on Manifolds, Elements of Algebraic Topology et Elementary Differential Topology. Il est également l'auteur de Elementary Linear Algebra.
Munkres a terminé ses études de premier cycle à la Nebraska Wesleyan University (en) et a obtenu son doctorat à l'université du Michigan en 1956 ; son conseiller était Edwin E. Moise. Plus tôt dans sa carrière, il a enseigné à l'université du Michigan et à l'université de Princeton.
Parmi les contributions de Munkres dans le domaine des mathématiques, il y a le développement de l'algorithme hongrois.